# Bazilica Santa Maria della Salute din Veneția
Bazilica Santa Maria della Salute (în italiană Basilica di Santa Maria della Salute, în traducere Bazilica Sfânta Maria a Sănătății), cunoscută mai simplu ca Salute, este o bazilică minoră din secolul al XVII-lea situată în sestiere Dorsoduro din orașul italian Veneția. Ea se află pe o suprafață îngustă de pământ între Canal Grande și Bazinul San Marco, ceea ce face biserica vizibilă de la intrarea pe apă în Piața San Marco. Santa Maria della Salute face parte din parohia I Gesuati și este cea mai recentă dintre așa-numitele biserici ale ciumei.
În 1630 Veneția a trecut printr-o neobișnuit de devastatoare epidemie de ciumă. Ca o ofertă votivă pentru eliberarea orașului de ciumă, Republica Venețiană a promis să construiască și să dedice o biserică Sfintei Maria a Sănătății (sau a Salvării, în italiană Salute). Biserica a fost proiectată în stilul baroc (aflat pe atunci la modă) de Baldassare Longhena, care era discipolul arhitectului Vincenzo Scamozzi. Construirea bisericii a început în 1631. Cele mai multe obiecte de artă aflate în biserică fac referire la Moartea Neagră.
Cupola bazilicii Santa Maria della Salute a fost o completare importantă pe orizontul Veneției și a devenit în curând o emblemă a orașului, inspirându-i pe artiști precum Canaletto, J. M. W. Turner, John Singer Sargent și Francesco Guardi.

## Istoric
Începând din vara anului 1630, un val de ciumă s-a năpustit asupra orașului Veneția și până în 1631 a ucis aproape o treime din populație. În oraș au murit 46.000 de oameni, în timp ce în lagună numărul morților a fost mult mai mare, circa 94.000. Scoaterea repetată a sacramentelor, ca și rugăciunile și procesiunile la bisericile dedicate sfinților Rochus și Lorenzo Giustiniani nu au reușit să oprească epidemia. Analizând răspunsul arhitectural la o epidemie anterioară de ciumă (1575-1576), când Andrea Palladio a fost rugat să proiecteze biserica Il Redentore, Senatul Venețian a hotărât la 22 octombrie 1630 să se construiască o nouă biserică. Ea urma să nu fie dedicată eliberării de o simplă "ciumă" sau unui sfânt patron, ci Sfintei Fecioare Maria, care din mai multe motive era considerată o protectoare a Republicii.

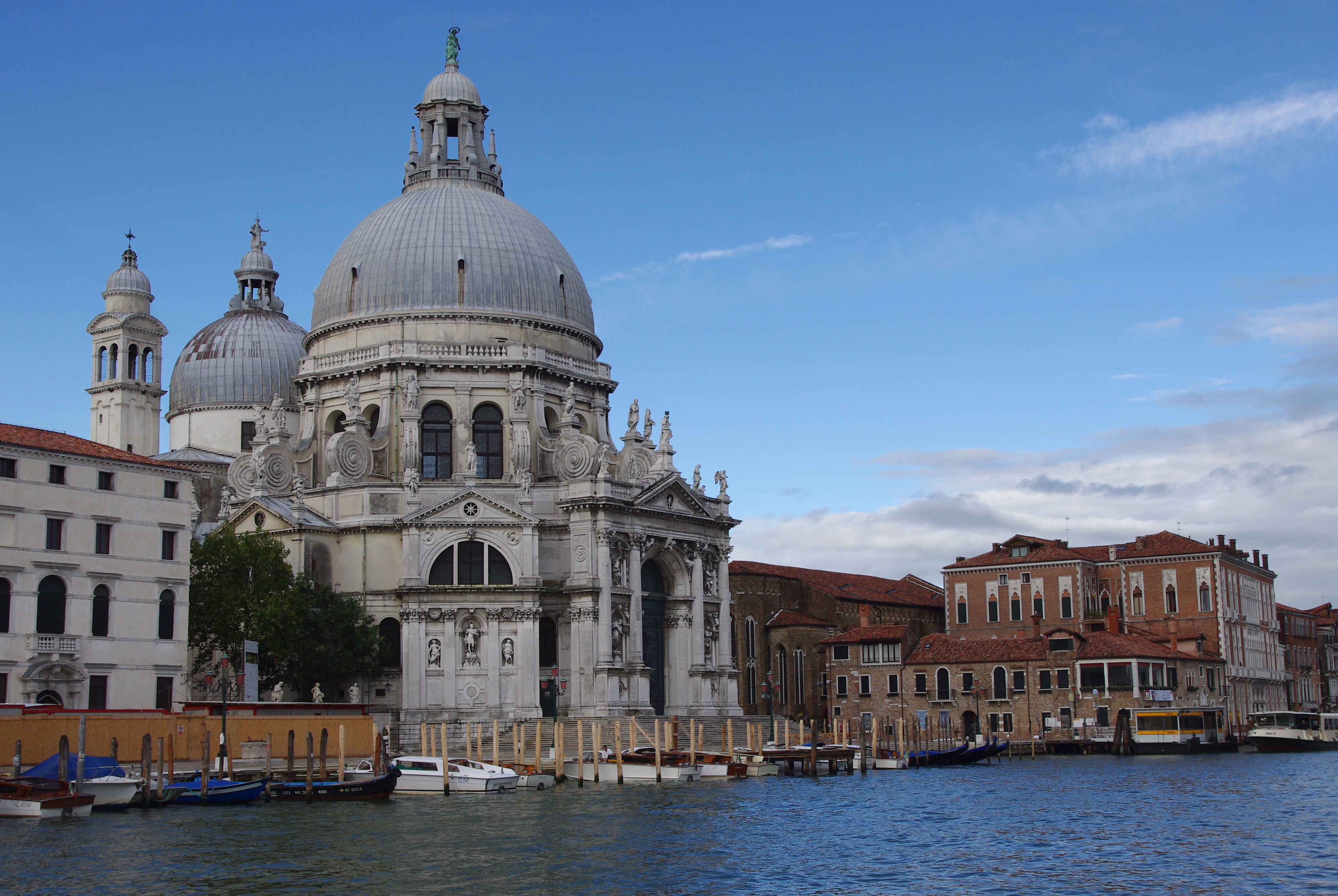
Santa Maria della Salute de pe Canal Grande

S-a decis, de asemenea, ca Senatul să viziteze biserica în fiecare an. La 21 noiembrie, de sărbătoarea Prezentării la Templu a Sfintei Fecioare Maria, cunoscută sub numele de Festa della Madonna della Salute, conducătorii orașului mergeau de la  Bazilica San Marco la Bazilica Santa Maria della Salute pentru a participa la o slujbă oficiată în semn de recunoștință pentru scăparea orașului de ciumă. Acest lucru implica traversarea Canal Grande pe un pod de pontoane special construit și este încă un eveniment major în Veneția.
Dorința de a crea un monument adecvat într-un loc care să permită accesul în procesiune facil din Piața San Marco i-a determinat pe senatori să aleagă acest loc din cele opt locații potențiale. Locația a fost parțial aleasă din cauza relației sale cu San Giorgio Maggiore, San Marco și Il Redentore, cu care aceasta formează un arc. Salute, emblemă a pietății orașului, se află în apropierea clădirii rustice a vămii sau Dogana da Mar, emblema comerțului maritim, precum și în apropiere de centrul civic al orașului. O dispută cu patriarhul, proprietar al bisericii și al seminarului din acest loc, a fost rezolvată amiabil, iar construirea noii biserici a început pe la 1631. Probabil, diplomatul Paolo Sarpi și dogele Niccolo Contarini au avut intenția de a lega biserica de un ordin mai puțin strâns asociat cu patriarhia, și în cele din urmă Părinții Somascani, un ordin fondat în apropiere de Bergamo de nobilul venețian Jerome Emiliani, au fost invitați pentru a administra biserica.

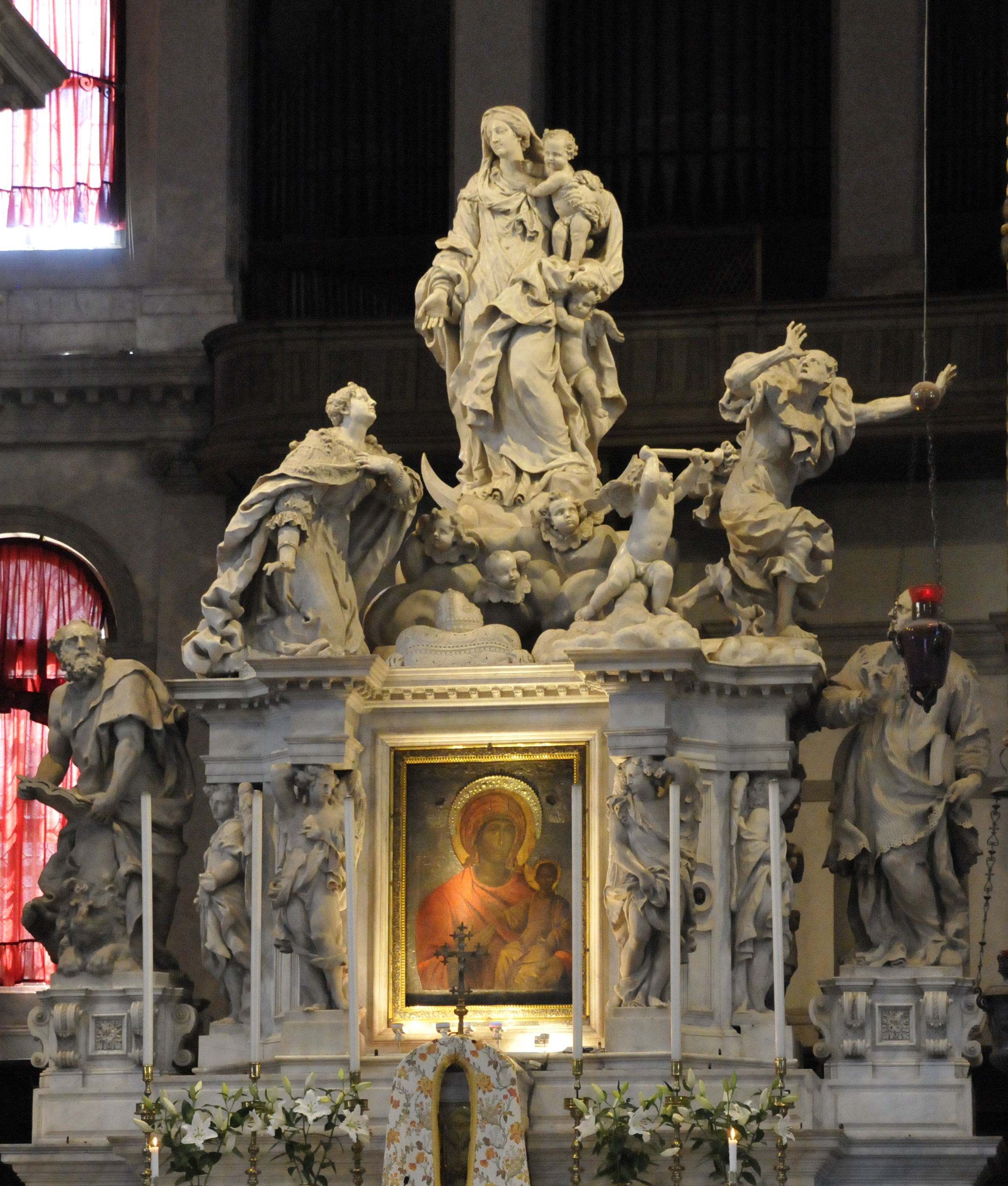
Altarul principal cu icoana Panagia Mesopantitisa

A fost organizat un concurs pentru proiectarea clădirii. Din cele unsprezece proiecte (inclusiv cele ale lui Alessandro Varotari, Matteo Ignoli și Berteo Belli), au fost alese doar două pentru runda finală. Arhitectul Baldassare Longhena a fost selectat pentru a proiecta noua biserică. Ea a fost sfințită în 1681, cu un an înainte de moartea lui Longhena. Totuși, construcția se va termina abia în 1687. Celălalt proiect ales pentru runda finală a fost realizat de Antonio Smeraldi (il Fracao) și Zambattista Rubertini. Din propunerile încă existente, planurile inițiale ale lui Smeraldi și Belli propuneau o biserică convențională contra-reformatoare, semănând cu bisericile Redentore și San Giorgio Maggiore ale lui Palladio, în timp ce proiectul lui Varotari era o abstracție geometrică vagă. Propunerea lui Longhena a fost un plan arhitectural concret, care detalia structura și costurile. El a scris:
„Am creat o biserică în formă de rotondă, o lucrare nou inventată, nemaiconstruită în Veneția, o lucrare foarte vrednică și dorită de mulți. Această biserică, având misterul închinării sale, fiind dedicată Sfintei Fecioare, m-a făcut să mă gândesc că Dumnezeu mi-a transmis puțin talent pentru a construi biserica în ... formă de coroană.”
Mai târziu, într-un memorandum, el a scris: "În primul rând, este o lucrare virgină, nemaivăzută anterior, curioasă, demnă și frumoasă, executată în forma unui monument rotund care nu a fost niciodată văzut, nici vreodată inventat, nici cu totul și nici în parte, la alte biserici din acest cel mai liniștit oraș, la fel cum a făcut și concurentul meu (il Fracao) pentru propriul său avantaj, dar fără a fi un bun inventator".
Salute, numită în mai multe feluri, prezintă influența clasicismului Palladian și a domurilor din Veneția. Senatul Venețian a votat cu 66 de voturi pentru, 29 împotrivă și 2 abțineri pentru a autoriza proiectul tânărului de 26 de ani Longhena. În timp ce Longhena a văzut structura sub forma unei coroane, clădirea circulară decorativă se aseamănă mai mult cu un relicvar, cu un ciborium și cu un potir decorat întors care adăpostește evlavia orașului.

## Exterior
Bazilica Santa Maria della Salute este o vastă clădire octogonală cu două cupole și o pereche de turnuri clopotniță pitorești în spate. Așezată pe o platformă susținută de 1.000.000 de piloni din lemn, ea este construită din piatră de Istria și marmorino (cărămidă acoperită cu praf de marmură). În vârful frontonului se află o statuie a Fecioarei Maria, care domină biserica care a fost ridicată în cinstea ei. Fațada este decorată cu sculpturi ale Sf. Gheorghe, Sf. Teodor Tiron, evangheliștilor, profeților, Iuditei cu capul lui Holofern.
Biserica are o lungime de 70 m și o lățime de 47 m.

### Fațadă
Fațada principală este bogat decorată cu statui ale celor patru evangheliști atribuite recent lui Tommaso Rues:

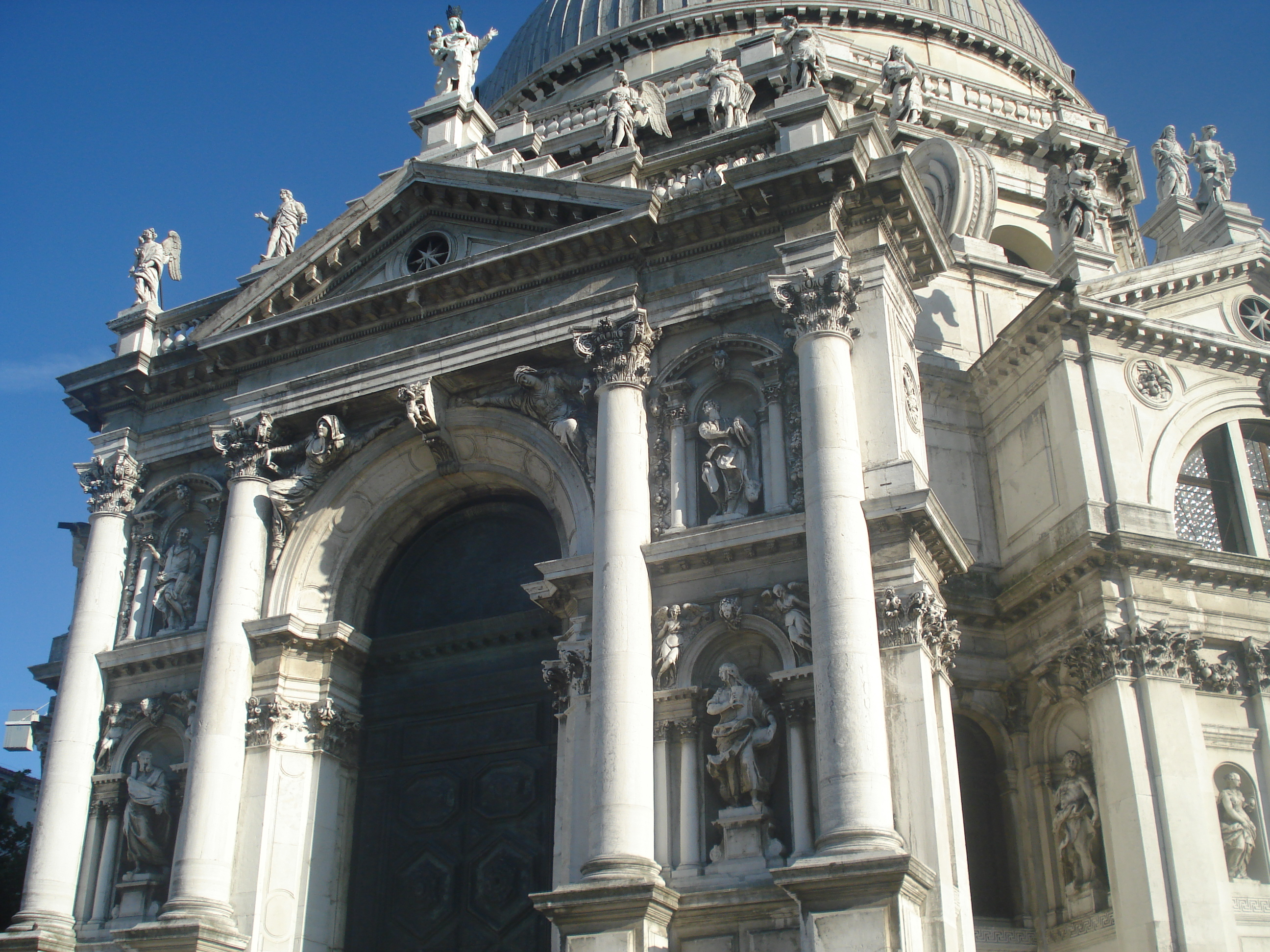
Intrarea principală
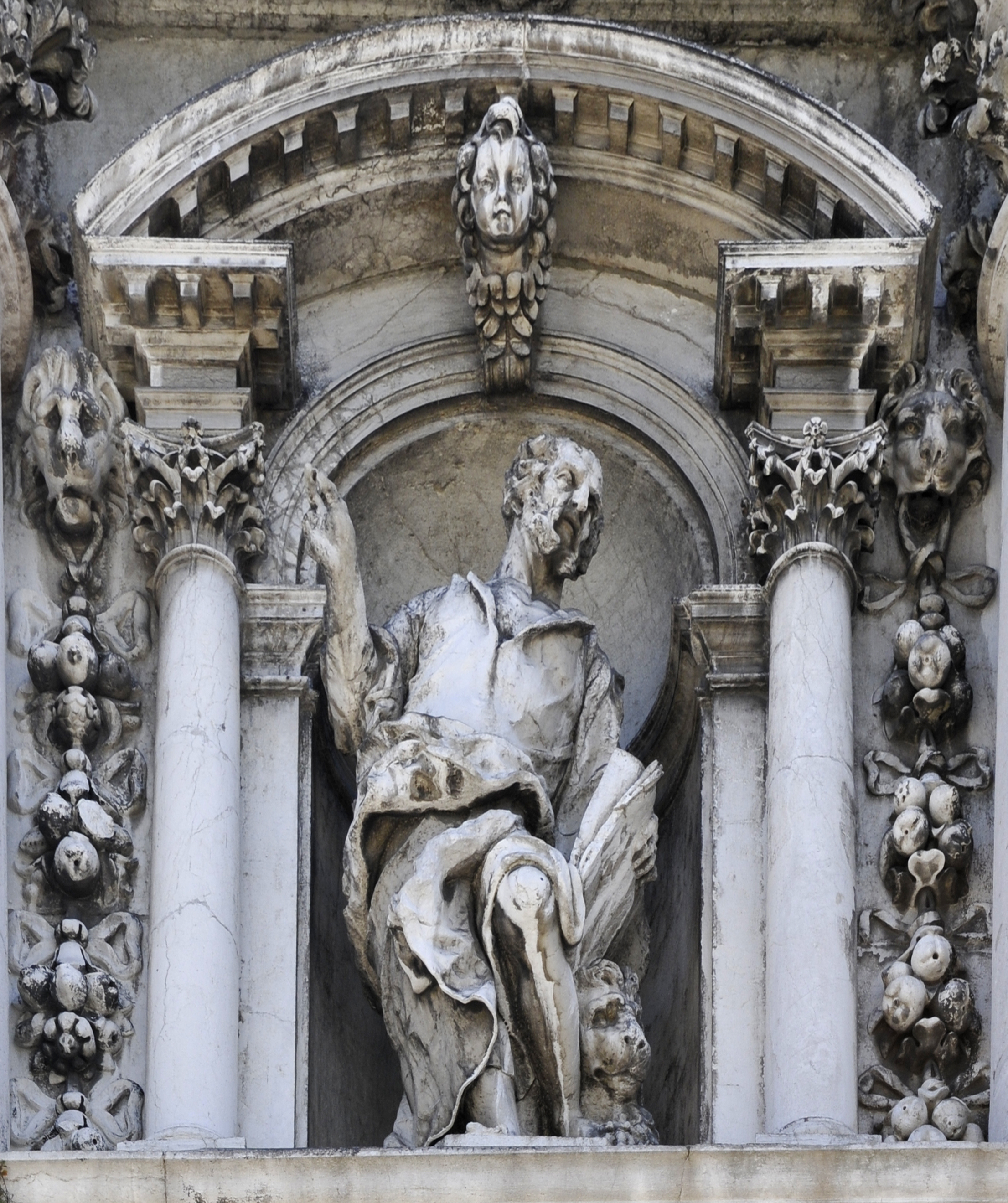
Marcu
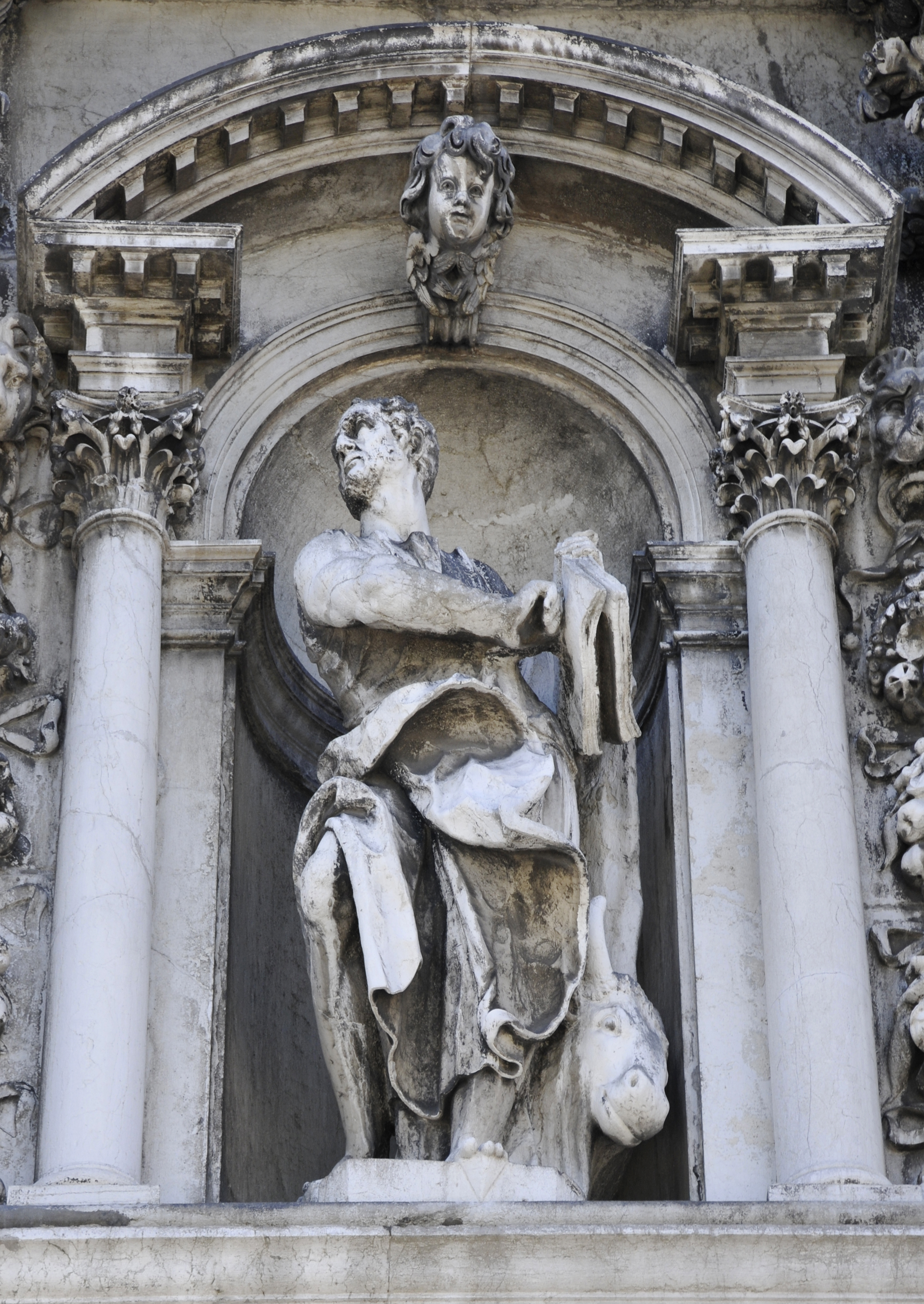
Luca
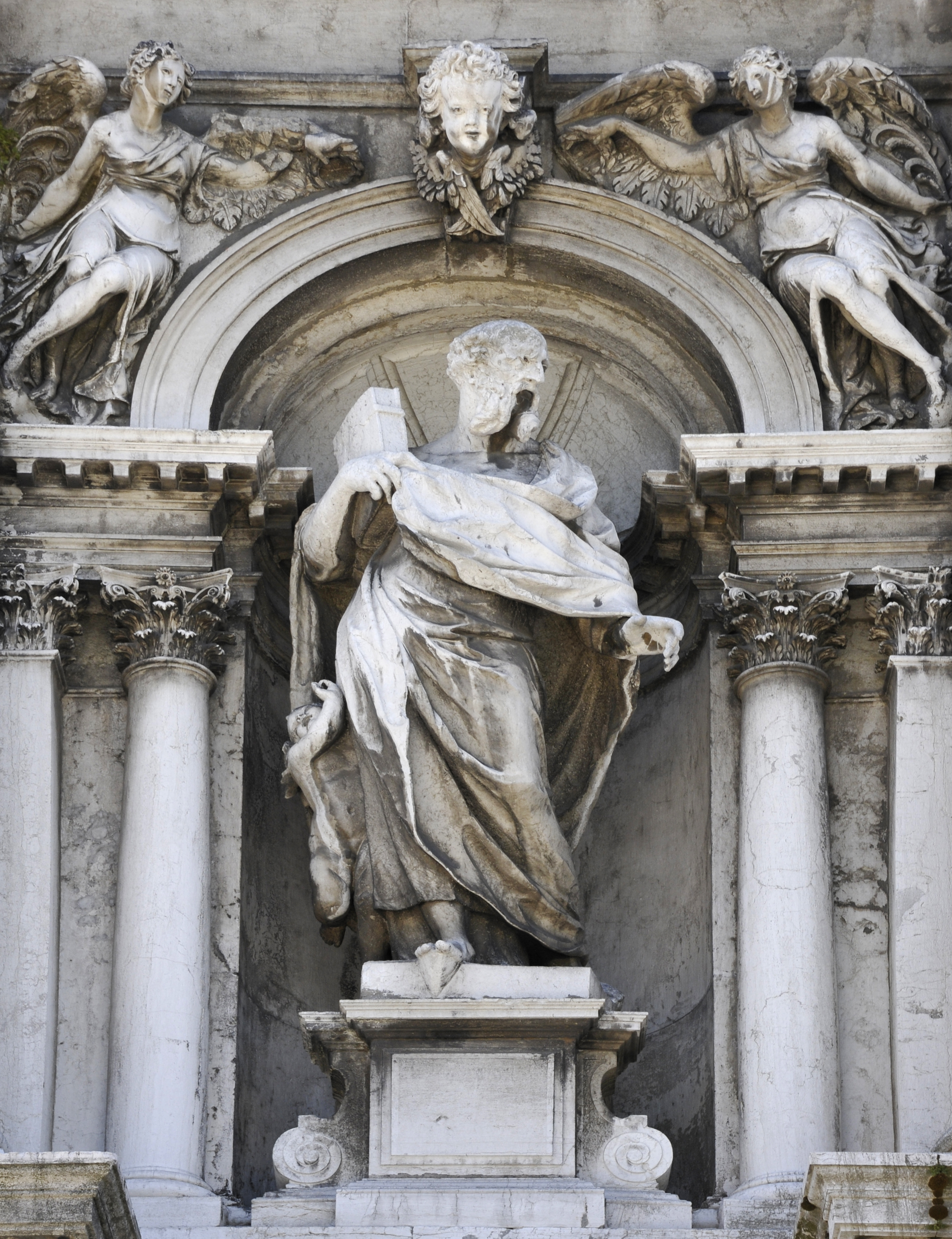
Matei
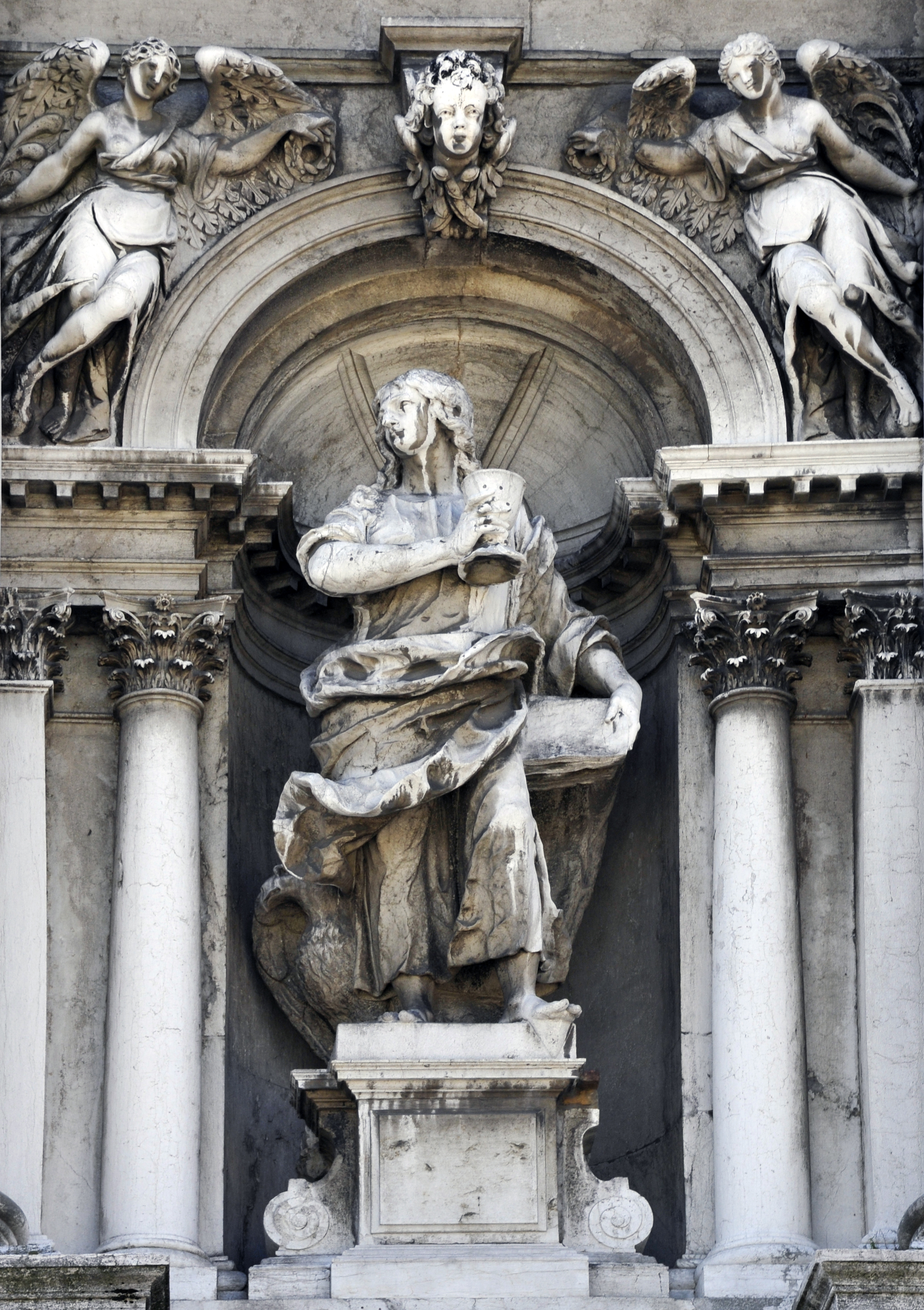
Ioan

## Interior

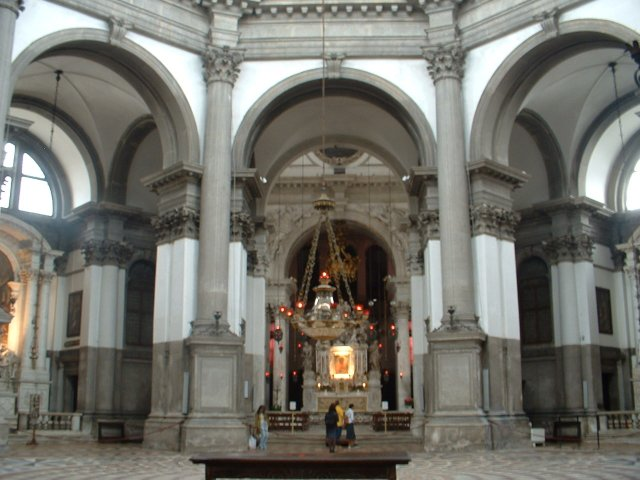
Vedere din interior înspre altarul principal

În timp ce decorația exterioară și localizarea bisericii capturează privirile, designul interior este unul remarcabil. Biserica octogonală, având un interior clasic, urmează un model bizantin ca și Bazilica San Vitale din Ravenna. Interiorul are elemente arhitecturale demarcate prin colorația materialului, iar nava centrala cu ciclul sfinților de deasupra balustradei este un design nou. El este plin de simbolism marian - cupola cea mare reprezintă coroana ei, interiorul cavernos pântecele ei, iar cele opt părți cele opt puncte de pe steaua ei simbolică.
Interiorul este octogonal, cu opt capele radiante înspre exterior. Cele trei altare de la dreapta intrării principală sunt decorate cu scene din viața Fecioarei Maria, patroana bisericii, realizate de Luca Giordano: Prezentarea Maicii Domnului la Templu, Adormirea Maicii Domnului, Nașterea Maicii Domnului. Cel de-al treilea altar din stânga intrării conține pictura Pogorârea Sfântului Duh de Tițian.
Altarul principal în stil baroc, proiectat de Longhena însuși, adăpostește icoana Madonna cu pruncul în stil bizantin din secolul al XII-lea sau al XIII-lea, cunoscută ca  Panagia Mesopantitissa în greacă ("Madonna mediatoare" sau "Madonna negociatoare"), și a fost adusă din Candia în 1669, după căderea orașului în mâinile otomanilor.
Grupul statuar din altarul principal, prezentând-o pe regina cerului alungând Ciuma (1670) a fost o capodoperă teatrală în stil baroc realizată de sculptorul flamand Josse de Corte. Acolo se afla inițial pictura lui Alessandro Varotari cu Maica Domnului ținând o biserică pe care pictorul a trimis-o împreună  cu propunerea sa arhitectonică.
Tintoretto a realizat Nunta din Cana Galileii din sacristia mare, care include un autoportret. Artistul cel mai reprezentat în biserică este Tițian, care a pictat Sfântul Marcu pe tron cu Sfinții Cosma, Damian, Sebastian și Roch, altarul din sacristie, precum și picturile de pe tavan cu David și Goliat, Avraam și Isaac și Cain și Abel, precum și opt tondi ale celor opt doctori ai Bisericii și ale evangheliștilor, toate în sacristia mare, iar Cincizecimea în naos.

## Influență

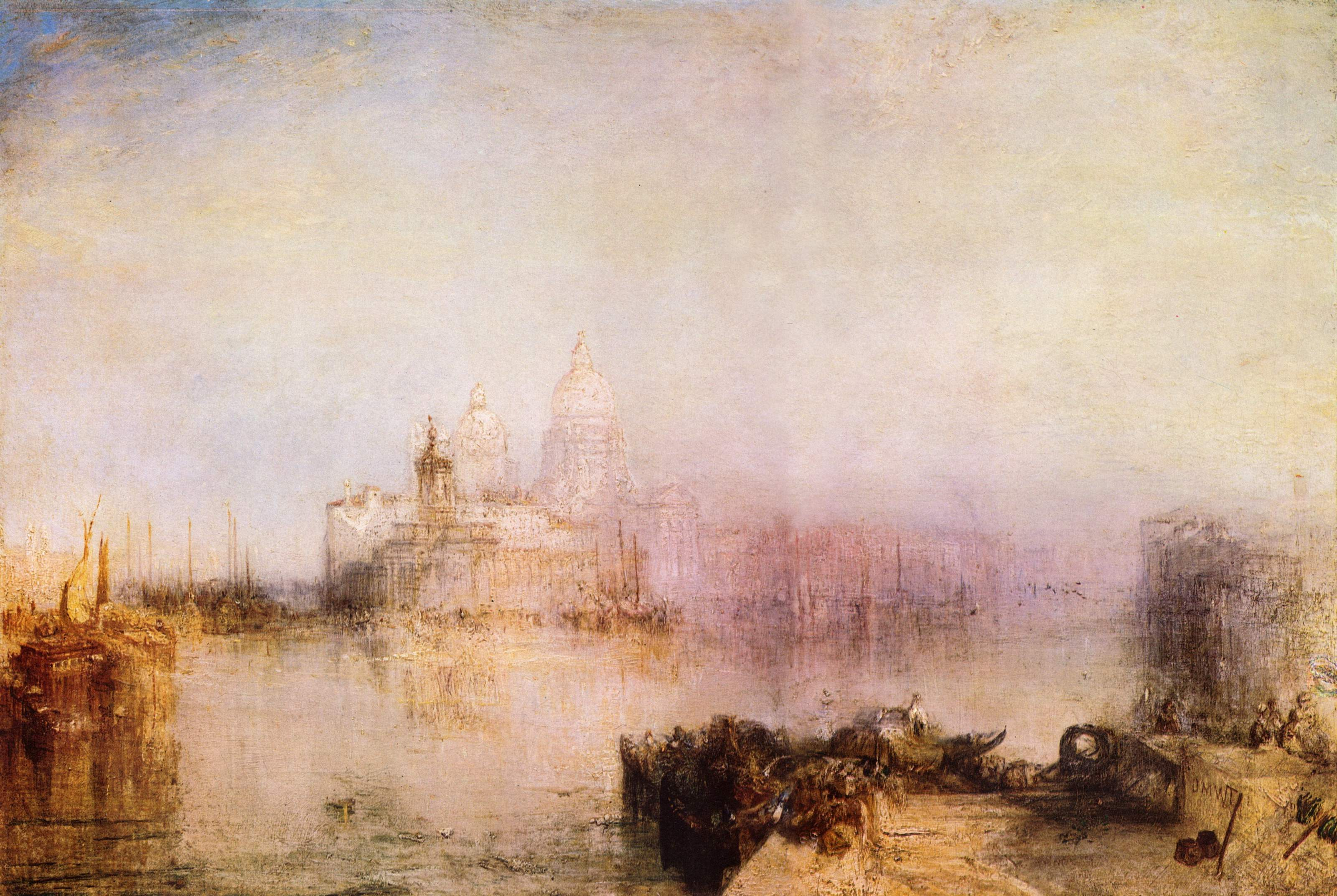
Dogana şi Santa Maria della Salute de J. M. W. Turner (1843)

Cupola bazilicii Santa Maria della Salute a fost o completare importantă a linia orizontului venețian și în curând a devenit emblematică pentru oraș, inspirându-i pe pictorii Canaletto, J. M. W. Turner, John Singer Sargent și Francesco Guardi, iar poetul Laza Kostić a scris un poem cu același titlu.
Biserica a avut o mare influență asupra arhitecților contemporani imediat după finalizarea sa. Printre structurile modelate după această biserică se numără bazilica de pe Sfântul Munte din Glogówko, construită de polono-italienii Jerzy Catenazzi, Jan Catenazzi și Pompeo Ferrari între 1675-1728 după planul original al lui Baldassarre Longhena.
Planurile Rotondei din Xewkija au fost inspirate din cele ale bazilicii Santa Maria della Salute, dar la o scară mai mare.